# Brazey-en-Plaine
 Brazey-en-Plaine  là một xã ở tỉnh Côte-d'Or trong vùng Bourgogne-Franche-Comté, phía đông nước Pháp. Khu vực này có độ cao từ 179-202 mét trên mực nước biển.